# ドイツの首相
- 左上：オットー・フォン・ビスマルクは、初代北ドイツ連邦連邦宰相、初代ドイツ国（ドイツ帝国）首相である。
- 右上：コンラート・アデナウアーは、ドイツ連邦共和国（西ドイツ）の初代連邦首相である。
- 左下：ヘルムート・コールは1990年のドイツ再統一の際に首相を務めていた。
- 右下：アンゲラ・メルケルはドイツ初の女性首相である。

ドイツの首相（ドイツのしゅしょう）では、ドイツにおける行政府の長について解説する。

## 名称
本項では1871年のドイツ統一から現在に至るまでのドイツの首相について解説する。この間にドイツがたどった国家形態の名称と首相の呼称は以下の通り。
- ドイツ国　Deutsches Reich  (1871年 - 1945年)

Reichskanzler（ドイツ国首相と訳されるが、日本では以下の政治体制ごとに以下の訳を当てていることが多い。）
- - ドイツ帝国 (1871年 - 1918年)：帝国宰相
  - ヴァイマル共和政 (1918年 - 1934年)：
首相
  - ナチス・ドイツ (1934年 - 1945年)：総統 (Führer und Reichskanzler)
- ドイツ民主共和国　Deutsche Demokratische Republik (1949年 - 1990年)

Ministerpräsident：大臣主席 (1949年 - 1968年、1990年)
Vorsitzende des Ministerrates：閣僚評議会議長 (1968年 - 1989年)
- ドイツ連邦共和国　Bundesrepublik Deutschland (1949年 - )

Bundeskanzler：連邦首相

## 呼称と変遷

### 語源と由来
「ドイツ」の首相の呼称にはどれにも「-kanzler」という語が含まれている（共産主義政権の旧東ドイツを除く）。この Kanzler（カンツラー、英語: chancellor ）というのは古フランス語の chancelier が語源で、本来は「宮廷や法廷の門衛、案内役、事務員、秘書官」などをさす語だった。神聖ローマ帝国初期のドイツでは、学識を有する聖職者が宮廷文書の管理などを通じて帝国行政に関与しており、司教はその長として「書記官長」（Kanzler）と呼ばれていた。
中世になると、マインツ大司教、ケルン大司教、トリーア大司教の三司教は選帝侯を兼ねて世俗諸侯と肩を並べるほど強力になった。のちにこれが帝国の最高官職である、帝国内の各3王国（ドイツ、イタリアおよびブルグント）の大書記官長（Erzkanzler）に任じられるようになると、この三司教は、それぞれ、「ドイツ大書記官長」（Erzkanzler durch Germanien）、「イタリア大書記官長」（Erzkanzler durch Italien）、「ガリア＝ブルグント大書記官長」（Erzkanzler durch Gallien und Burgund）と称するようになった。
こうした大書記官長の中には、事実上の宰相として皇帝の政務を補佐したり、事実上の摂政として幼少の皇帝に代わって国政を担当した者もいたが、1356年の金印勅書でマインツ大司教が皇帝選挙の主催者とされ、選帝侯の筆頭に位置づけられると、これ以後「Erzkanzler durch Germanien」は「ドイツ（神聖ローマ帝国）の宰相」を意味する語としてドイツ語圏に定着した。

### ドイツ帝国

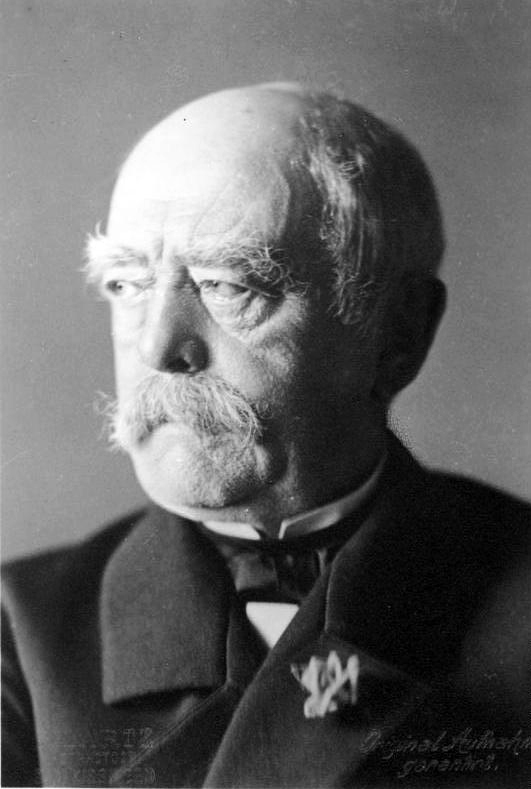
初代帝国宰相
オットー・フォン・ビスマルク

近世になると、帝国内のプロイセン王国やオーストリア大公国の宰相にも Staatskanzler（領国宰相）という呼称が用いられるようになった。
1867年にプロイセン主導で北ドイツ連邦が成立すると、ビスマルクは自らその首相に就いて「Bundeskanzler（連邦宰相）」と称した。1871年に「ドイツ国（Deutsches Reich：帝政ドイツ）」が成立すると、今度は 「Reichskanzler（帝国宰相）」として以後19年間政界に君臨し、ドイツを列強の一つに押し上げた。

### ヴァイマル共和政

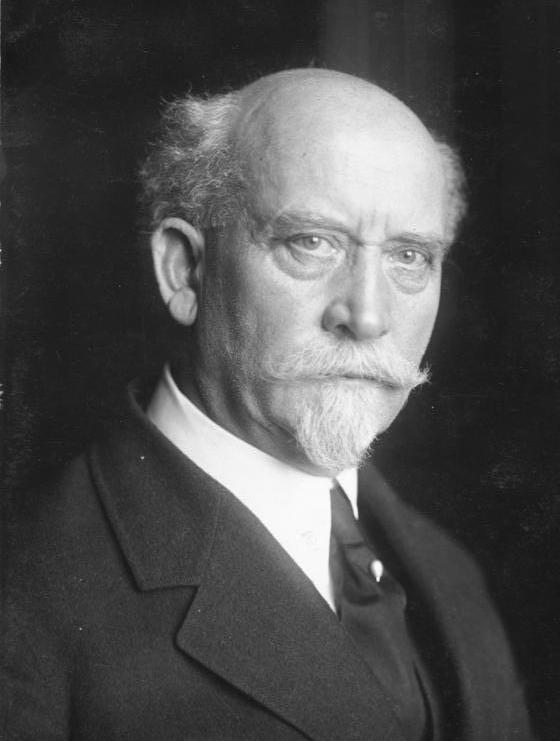
ヴァイマル共和国初代首相
フィリップ・シャイデマン

1918年、第一次世界大戦の敗北によって帝政が崩壊し、ドイツは共和政となった。しかし新国家の国号に提案された「Deutsche Republik（ドイツ共和国）」には各方面からの拒否が強く、結局、国号は引続き「Deutsches Reich（ドイツ国）」が用いられた。このため「Reichskanzler」の呼称もそのまま共和政に引き継がれた。
日本では1918年から1933年までのドイツ国を「ヴァイマル共和政」と呼んでおり、日本の歴史教科書の類では共和政の「Reichskanzler」を「首相」と訳して帝政時代のものと区別している場合が多い。なお帝政ドイツ時代には帝国内閣が存在せず、帝国各省庁の長は、帝国宰相の下僚としてその指示に厳格に従う「国務長官（Staatssekretär）」であって、「大臣（Minister）」のように君主に対して宰相と同様に責任を負い、その業務について自立して任務に当たるものではなかった。つまり、帝政宰相は行政上の責任を単独で果たしていたのである。これに対し、ヴァイマル共和政以降の首相は議会に責任を負う合議制行政機関としての内閣の議長として位置づけられた。訳語の変化は、こうした役割の変化も表しているのである。

### ナチス・ドイツ

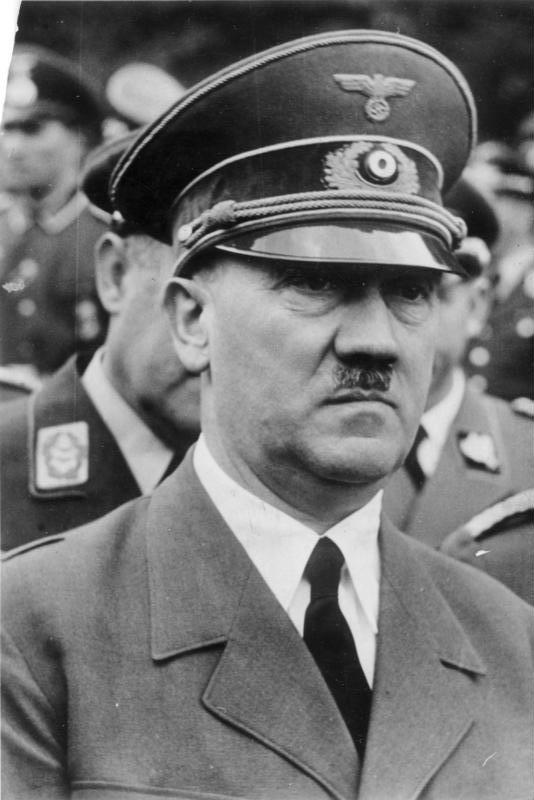
ドイツ国総統
アドルフ・ヒトラー

1934年8月1日、ヒンデンブルク大統領の死後発効する法律として「ドイツ国および国民の国家元首に関する法律」が制定された。この法律で大統領の地位は首相と統合された。8月19日にはこの措置の是非を問う民族投票が行われ、圧倒的多数で承認された。ヒトラーは公文書には「指導者兼国家宰相」（Führer und Reichskanzler）と署名していたが、後には国家宰相の肩書きを用いる事がほとんど無くなった。

### 東西分裂と再統一
第二次世界大戦後、ドイツは米・英・仏・ソの4ヵ国による占領下におかれたが、冷戦の対立構造が固定化されていく中で共同占領は困難となり、1949年秋に米・英・仏占領区にドイツ連邦共和国（西ドイツ）が、ソ連占領区にドイツ民主共和国（東ドイツ）が建国された。

### ドイツ民主共和国

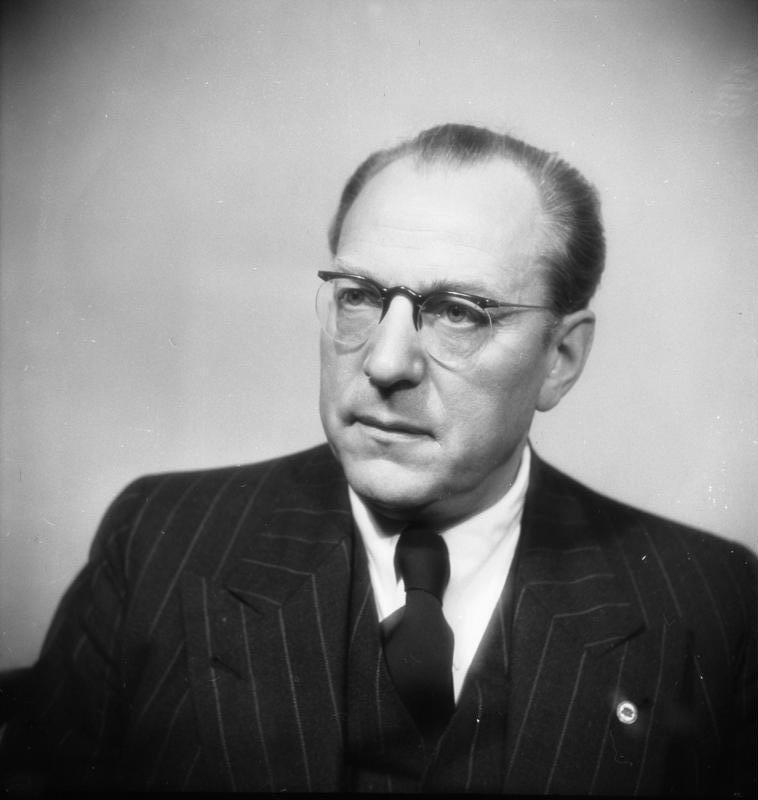
ドイツ民主共和国初代首相
オットー・グローテヴォール

東ドイツは、旧来の呼称を使用せず、1949年の憲法では「総理大臣」(Ministerpräsident)としたが、社会主義国を宣言した1968年の憲法改正で閣僚評議会議長(Vorsitzende des Ministerrates)に改められた。東ドイツはソ連型の一党独裁制国家であり、1989年の民主化まで国政の実権は支配政党であるドイツ社会主義統一党の書記長が握っていた。

### ドイツ連邦共和国

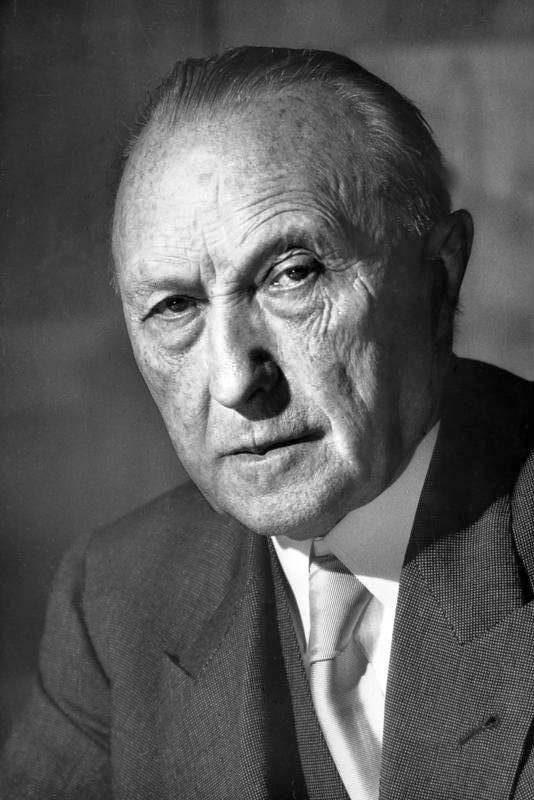
ドイツ連邦共和国初代連邦首相
コンラート・アデナウアー

西ドイツは国号に「連邦」の一語が追加されたのにともない、首相の呼称も北ドイツ連邦にさかのぼる「連邦宰相」（Bundeskanzler）に戻された。
1990年10月3日、西ドイツが東ドイツを吸収合併する形で再統一を達成した後は、そのまま「連邦宰相」（Bundeskanzler）の呼称が使われている。ただし日本では「宰相」という時代がかった表現は、アデナウアーやコールに関連して時折、あるいは州首相と並べて論じるとき混同しないよう使うくらいで、「Bundeskanzler」の公式訳も「連邦首相」とするものがほとんどである。

### 諸外国での表現
日本では、外国の首相に相当する官職を一律に「首相」と呼称しており、現在のドイツ連邦共和国の「Bundeskanzlerin」も、過去のドイツの「Reichskanzler」も、すべて単に「首相」と表記する場合が多い。
英語では自国外国を問わず、首相は一律に「Prime Minister」と呼ぶことになっている。ただしドイツの首相だけは伝統的な例外で、ドイツ語を直訳した「Federal Chancellor」、 または単に「Chancellor」と呼んでいる。
ドイツ語では、同じドイツ語圏で連邦制のオーストリアの首相のことも Bundeskanzler（連邦首相）と呼んでいる。そのほかの外国の首相は、各国の政治機構や原語での表現をもとに、「Ministerpräsident」(総理大臣）または「Premierminister」（首相）と呼んでいる。

## 歴代ドイツ首相
| 所属政党 無所属 (官僚・軍人) ドイツ社会民主党 (SPD) 自由保守党 (FKP) 中央党 → キリスト教民主同盟 (CDU) ・キリスト教社会同盟 (CSU) ドイツ人民党 (DVP) → 自由民主党 (FDP) 国民社会主義ドイツ労働者党 (NSDAP) ドイツ社会主義統一党 (SED) |

### 北ドイツ連邦
| 代 | 連邦宰相の氏名                                                                 | 写真 | 在任期間                     | 所属政党 | 備考                                                                               |
| -- | ------------------------------------------------------------------------------ | ---- | ---------------------------- | -------- | ---------------------------------------------------------------------------------- |
| 1  | オットー・フォン・ビスマルク Otto Eduard Leopold Graf von Bismarck-Schönhausen |      | 1867年7月1日 - 1871年3月21日 | 無所属   | 陸軍元帥位を有する上級大将 ドイツ国首相、プロイセン王国首相、 外務大臣、貴族院議員 |

### ドイツ帝国
| 代 | 帝国宰相の氏名 | 写真 | 在任期間                        | 所属政党          | 備考                                                                                    |
| -- | --- | ---- | ------------------------------- | ----------------- | --------------------------------------------------------------------------------------- |
| 1  | オットー・フォン・ビスマルク Otto Eduard Leopold Fürst von Bismarck                                                  |      | 1871年3月21日 - 1890年3月20日   | 無所属            | 陸軍元帥位を有する上級大将 北ドイツ連邦宰相、 プロイセン王国首相、 外務大臣、貴族院議員 |
| 2  | レオ・フォン・カプリヴィ Georg Leo von Caprivi                                                                       |      | 1890年3月20日 - 1894年10月26日  | 無所属 (軍人)     | 陸軍歩兵大将、 プロイセン王国首相、外務大臣                                             |
| 3  | クロートヴィヒ・ ツー・ホーエンローエ＝ シリングスフュルスト Chlodwig Karl Victor Fürst zu Hohenlohe-Schillingsfürst |      | 1894年10月29日 - 1900年10月17日 | 自由保守党 (FKP)  | プロイセン王国首相、 バイエルン王国首相、外務大臣 アルザス＝ロレーヌ総督                |
| 4  | ベルンハルト・フォン・ビューロー Bernhard Heinrich Karl Martin von Bülow                                             |      | 1900年10月17日 - 1909年7月14日  | 無所属            | 退役陸軍中尉、 プロイセン王国首相、外務大臣                                             |
| 5  | テオバルト・フォン・ベートマン・ ホルヴェーク Theobald Theodor Friedrich Alfred von Bethmann Hollweg                 |      | 1909年7月14日 - 1917年7月13日   | 内務省            | 名誉陸軍中将、 プロイセン王国首相、内務大臣                                             |
| 6  | ゲオルク・ミヒャエリス Max Ludwig Georg Michaelis                                                                    |      | 1917年7月14日 - 1917年10月24日  | 大蔵省            | プロイセン王国首相、外務大臣                                                            |
| 7  | ゲオルク・フォン・ヘルトリング Georg Friedrich Karl Freiherr von Hertling                                            |      | 1917年10月25日 - 1918年10月3日  | 中央党            | プロイセン王国首相、外務大臣 バイエルン王国首相、外務大臣                               |
| 8  | バーデン大公マクシミリアン Prinz Maximilian Alexander Friedrich Wilhelm von Baden                                    |      | 1918年10月3日 - 1918年11月9日   | 無所属 (軍人)     | バーデン公子、陸軍少将 プロイセン王国首相、外務大臣                                     |
| 9  | フリードリヒ・エーベルト Friedrich Ebert                                                                             |      | 1918年11月9日 - 1919年2月13日   | ドイツ 社会民主党 |                                                                                         |

### ヴァイマル共和政
ヴァイマル共和政時代の首相についての詳細は、ドイツ国首相を参照。
| 代 | 首相の氏名                                                                     | 写真  | 所属政党                            | 内閣                            | 在任期間                                            | 連立与党                                                             | 期          |
| -- | ------------------------------------------------------------------------------ | ----- | ----------------------------------- | ------------------------------- | --------------------------------------------------- | -------------------------------------------------------------------- | ----------- |
| 1  | フィリップ・シャイデマン Philipp Heinrich Scheidemann                          |       | ドイツ 社会民主党 (SPD)             | 第1次                           | 1919年2月13日 - 1919年6月20日                       | ドイツ民主党 中央党                                                  | 国 民 議 会 |
| 2  | グスタフ・バウアー Gustav Adolf Bauer                                          |       | ドイツ 社会民主党 (SPD)             | 第1次                           | 1919年6月21日 - 1920年3月26日                       | 中央党                                                               | 国 民 議 会 |
| 3  | ヘルマン・ミュラー Hermann Müller                                              |       | ドイツ 社会民主党 (SPD)             | 第1次                           | 1920年3月27日 - 1920年6月8日                        | ドイツ民主党 中央党                                                  | 国 民 議 会 |
| 4  | コンスタンティン ・フェーレンバッハ Konstantin Fehrenbach                      |       | 中央党                              | 第1次                           | 1920年6月25日 - 1921年5月4日                        | ドイツ人民党 ドイツ民主党                                            | 1           |
| 5  | ヨーゼフ・ヴィルト Karl Joseph Wirth                                           |       | 中央党                              | 第1次                           | 1921年5月10日 - 1921年10月22日                      | ドイツ社会民主党 ドイツ民主党 （少数与党政権）                       | 1           |
| 5  | ヨーゼフ・ヴィルト Karl Joseph Wirth                                           | 第2次 | 中央党                              | 1921年10月26日 - 1922年11月14日 |                                                     | ドイツ社会民主党 ドイツ民主党 （少数与党政権）                       | 1           |
| 6  | ヴィルヘルム・クーノ Carl Josef Wilhelm Cuno                                   |       | 無所属 (ドイツ人民党 を離党)        | 第1次                           | 1922年11月22日 - 1923年8月12日                      | ドイツ民主党 ドイツ人民党 中央党 バイエルン人民党 （少数与党政権）   | 1           |
| 7  | グスタフ・シュトレーゼマン Gustav Ernst Stresemann                             |       | ドイツ人民党 (DVP)                  | 第1次                           | 1923年8月13日 - 1923年10月3日                       | ドイツ社会民主党 中央党 ドイツ民主党 （大連立政権）                  | 1           |
| 7  | グスタフ・シュトレーゼマン Gustav Ernst Stresemann                             | 第2次 | ドイツ人民党 (DVP)                  | 1923年10月6日 - 1923年11月23日  |                                                     | ドイツ社会民主党 中央党 ドイツ民主党 （大連立政権）                  | 1           |
| 8  | ヴィルヘルム・マルクス Wilhelm Marx                                            |       | 中央党                              | 第1次                           | 1923年11月30日 - 1924年5月26日                      | ドイツ民主党 ドイツ人民党 バイエルン人民党                           | 1           |
| 8  | ヴィルヘルム・マルクス Wilhelm Marx                                            |       | 第2次                               | 1924年6月3日 - 1925年1月15日    | ドイツ民主党 ドイツ人民党                           | 2                                                                    |             |
| 9  | ハンス・ルター Hans Luther                                                     |       | 無所属 (後にドイツ 人民党に入党)    | 第1次                           | 1925年1月15日 - 1925年12月5日                       | ドイツ民主党・ドイツ人民党 中央党・バイエルン人民党 ドイツ国家人民党 | 3           |
| 9  | ハンス・ルター Hans Luther                                                     | 第2次 | 無所属 (後にドイツ 人民党に入党)    | 1926年1月20日 - 1926年5月12日   | ドイツ民主党・ドイツ人民党 中央党・バイエルン人民党 |                                                                      | 3           |
| 10 | ヴィルヘルム・マルクス Wilhelm Marx                                            |       | 中央党                              | 第3次                           | 1926年5月17日 - 1926年12月17日                      | ドイツ民主党・ドイツ人民党 バイエルン人民党                          | 3           |
| 10 | ヴィルヘルム・マルクス Wilhelm Marx                                            | 第4次 | 中央党                              | 1927年1月19日 - 1928年6月12日   | ドイツ人民党 バイエルン人民党 ドイツ国家人民党      |                                                                      | 3           |
| 11 | ヘルマン・ミュラー Hermann Müller                                              |       | ドイツ 社会民主党 (SPD)             | 第2次                           | 1928年6月28日 - 1930年3月27日                       | ドイツ人民党 ドイツ民主党 中央党 バイエルン人民党 （大連立政権）     | 4           |
| 12 | ハインリヒ・ブリューニング Heinrich Aloysius Maria Elisabeth Brüning           |       | 中央党                              | 第1次                           | 1930年3月30日 - 1931年10月7日                       | ドイツ民主党・ドイツ人民党 バイエルン人民党 経済党・保守人民党       | 4           |
| 12 | ハインリヒ・ブリューニング Heinrich Aloysius Maria Elisabeth Brüning           | 5     | 中央党                              | 第1次                           | 1930年3月30日 - 1931年10月7日                       | ドイツ民主党・ドイツ人民党 バイエルン人民党 経済党・保守人民党       |             |
| 12 | ハインリヒ・ブリューニング Heinrich Aloysius Maria Elisabeth Brüning           | 第2次 | 中央党                              | 1931年10月9日 - 1932年5月30日   | ドイツ国家党・保守人民党 バイエルン人民党           |                                                                      |             |
| 13 | フランツ・フォン・パーペン Franz Joseph Hermann Michael Maria von Papen        |       | 無所属 (中央党を除名)               | 第1次                           | 1932年6月1日 - 1932年11月17日                       | ドイツ国家人民党                                                     | 6           |
| 14 | クルト・フォン・シュライヒャー Kurt Ferdinand Friedrich Hermann von Schleicher |       | 無所属 (軍人)                       | 第1次                           | 1932年12月3日 - 1933年1月28日                       | ドイツ国家人民党                                                     | 7           |
| 15 | アドルフ・ヒトラー Adolf Hitler                                                |       | 国民社会主義 ドイツ労働者党 (NSDAP) | 第1次                           | 1933年1月30日 - 1945年4月30日                       | ドイツ国家人民党 （1933年6月27日まで）                               | 8           |

### ナチス・ドイツ
| 代 | 首相の氏名                                                                       | 写真 | 在任期間                      | 所属政党                            | 備考 |
| -- | -------------------------------------------------------------------------------- | ---- | ----------------------------- | ----------------------------------- | --- |
| 1  | アドルフ・ヒトラー Adolf Hitler                                                  |      | 1933年1月30日 - 1945年4月30日 | 国民社会主義 ドイツ労働者党 (NSDAP) | 全権委任法などにより、憲法・議会を事実上無力化。1934年8月2日以降、首相職のまま国家元首を兼任し、「総統（Der Führer）」と呼ばれた。在任中に自殺。           |
| 2  | パウル・ヨーゼフ・ゲッベルス Paul Joseph Goebbels                                |      | 1945年4月30日 - 1945年5月1日  | 国民社会主義 ドイツ労働者党 (NSDAP) | ヒトラーの遺言書により首相に指名されるが、就任直後に自殺。                                                                                                 |
| -  | ルートヴィヒ・シュヴェリン ・フォン・クロージク Ludwig Graf Schwerin von Krosigk |      | 1945年5月1日 - 1945年5月23日  | 国民社会主義 ドイツ労働者党 (NSDAP) | カール・デーニッツにより、臨時政府（フレンスブルク政府）の首相代行に指名された。降伏後、連合国軍により逮捕・訴追され、懲役10年の判決を受ける（後に恩赦）。 |

### ドイツ民主共和国（東ドイツ）「閣僚評議会議長」
ドイツ民主共和国（東ドイツ）の首相についての詳細は、ドイツ民主共和国の首相を参照。
| 代 | 閣僚評議会議長の氏名                                 | 写真                                  | 在任期間                                             | 所属政党                       | 国家元首（大統領）       |
| -- | ---------------------------------------------------- | ------------------------------------- | ---------------------------------------------------- | ------------------------------ | ------------------------ |
| 1  | オットー・グローテヴォール Otto Emil Franz Grotewohl |                                       | 1949年10月12日 - 1964年9月21日 (在任中に死去)        | ドイツ 社会主義 統一党 (SED)   | ヴィルヘルム・ピーク     |
| 1  | オットー・グローテヴォール Otto Emil Franz Grotewohl | 国家元首（国家評議会議長）            | 1949年10月12日 - 1964年9月21日 (在任中に死去)        | ドイツ 社会主義 統一党 (SED)   |                          |
| 1  | オットー・グローテヴォール Otto Emil Franz Grotewohl | ヴァルター・ウルブリヒト              | 1949年10月12日 - 1964年9月21日 (在任中に死去)        | ドイツ 社会主義 統一党 (SED)   |                          |
| 2  | ヴィリー・シュトフ Willi Stoph （第1期政権）         |                                       | 1964年9月24日 - 1973年10月3日                        | ドイツ 社会主義 統一党 (SED)   | ヴァルター・ウルブリヒト |
| 2  | ヴィリー・シュトフ Willi Stoph （第1期政権）         | フリードリヒ・エーベルト （臨時代理） |                                                      | ドイツ 社会主義 統一党 (SED)   |                          |
| 3  | ホルスト・ジンダーマン Horst Herbert Sindermann      |                                       | 1973年10月3日 - 1976年10月29日 (人民議会により解任)  | ドイツ 社会主義 統一党 (SED)   | ヴィリー・シュトフ       |
| 4  | ヴィリー・シュトフ Willi Stoph （第2期政権）         |                                       | 1976年10月29日 - 1989年11月7日                       | ドイツ 社会主義 統一党 (SED)   | エーリッヒ・ホーネッカー |
| 4  | ヴィリー・シュトフ Willi Stoph （第2期政権）         | エゴン・クレンツ                      | 1976年10月29日 - 1989年11月7日                       | ドイツ 社会主義 統一党 (SED)   |                          |
| 5  | ハンス・モドロウ Hans Modrow                         |                                       | 1989年11月13日 - 1990年4月12日                       | ドイツ 社会主義 統一党 (SED)   | エゴン・クレンツ         |
| 5  | ハンス・モドロウ Hans Modrow                         | マンフレート・ゲルラッハ              | 1989年11月13日 - 1990年4月12日                       | ドイツ 社会主義 統一党 (SED)   |                          |
| 5  | ハンス・モドロウ Hans Modrow                         | 国家元首（人民議会議長）              | 1989年11月13日 - 1990年4月12日                       | ドイツ 社会主義 統一党 (SED)   |                          |
| 5  | ハンス・モドロウ Hans Modrow                         | ザビーネ・ベルクマン＝ポール          | 1989年11月13日 - 1990年4月12日                       | ドイツ 社会主義 統一党 (SED)   |                          |
| 6  | ロタール・デメジエール Lothar de Maizière            |                                       | 1990年4月12日 - 1990年10月3日 (再統一により国家消滅) | キリスト教 民主同盟 (東ドイツ) |                          |

### ドイツ連邦共和国（西ドイツ→再統一ドイツ）「連邦首相」
ドイツ連邦共和国の首相についての詳細は連邦首相 (ドイツ)を参照。
| 代 | 連邦首相の氏名                                            | 写真y | 所属政党                             | 内閣                            | 在任期間                                                                                              | 連立与党                                                                   | 期                                                             |
| -- | --------------------------------------------------------- | ----- | ------------------------------------ | ------------------------------- | --- | -------------------------------------------------------------------------- | -------------------------------------------------------------- |
| 1  | コンラート・ アデナウアー Konrad Hermann Joseph Adenauer  |       | キリスト教 民主同盟 (CDU)            | 第1次                           | 1949年9月15日 - 1953年10月20日                                                                        | キリスト教社会同盟 (CSU) 自由民主党 (FDP)・ドイツ党 (DP)                   | 1                                                              |
| 1  | コンラート・ アデナウアー Konrad Hermann Joseph Adenauer  | 第2次 | キリスト教 民主同盟 (CDU)            | 1953年10月20日 - 1957年10月29日 | キリスト教社会同盟 (CSU) ドイツ党 (DP)・自由民主党 (FDP) 故郷被追放者・権利被剥奪者 ブロック (GB-BHE) | 2                                                                          |                                                                |
| 1  | コンラート・ アデナウアー Konrad Hermann Joseph Adenauer  | 第3次 | キリスト教 民主同盟 (CDU)            | 1957年10月29日 - 1961年11月14日 | キリスト教社会同盟 (CSU) ドイツ党 (DP)                                                                | 3                                                                          |                                                                |
| 1  | コンラート・ アデナウアー Konrad Hermann Joseph Adenauer  | 第4次 | キリスト教 民主同盟 (CDU)            | 1961年11月14日 - 1962年12月13日 | キリスト教社会同盟 (CSU) 自由民主党 (FDP)                                                             | 4                                                                          |                                                                |
| 1  | コンラート・ アデナウアー Konrad Hermann Joseph Adenauer  | 第5次 | キリスト教 民主同盟 (CDU)            | 1962年12月14日 - 1963年10月16日 | キリスト教社会同盟 (CSU) 自由民主党 (FDP)                                                             | 4                                                                          |                                                                |
| 2  | ルートヴィヒ・エアハルト Ludwig Wilhelm Erhard            |       | キリスト教 民主同盟 (CDU)            | 第1次                           | キリスト教社会同盟 (CSU) 自由民主党 (FDP)                                                             | 4                                                                          | 1963年10月16日 - 1965年10月26日                                |
| 2  | ルートヴィヒ・エアハルト Ludwig Wilhelm Erhard            | 第2次 | キリスト教 民主同盟 (CDU)            | 1965年10月26日 - 1966年12月1日  | キリスト教社会同盟 (CSU) 自由民主党 (FDP) (1966年10月28日に政権離脱)                                  | 5                                                                          |                                                                |
| 3  | クルト・ゲオルク ・キージンガー Kurt Georg Kiesinger      |       | キリスト教 民主同盟 (NSDAP から移党) | 第1次                           | 1966年12月1日 - 1969年10月21日                                                                        | 5                                                                          | ドイツ社会民主党 (SPD) キリスト教社会同盟 (CSU) （大連立政権） |
| 4  | ヴィリー・ブラント Willy Brandt                           |       | ドイツ 社会民主党 (SPD)              | 第1次                           | 1969年10月21日 - 1972年12月15日                                                                       | 社会民主党(SPD) 自由民主党 (FDP)                                           | 6                                                              |
| 4  | ヴィリー・ブラント Willy Brandt                           | 第2次 | ドイツ 社会民主党 (SPD)              | 1972年12月15日 - 1974年5月7日   | 7 | 社会民主党(SPD) 自由民主党 (FDP)                                           |                                                                |
| -  | ヴァルター・シェール Walter Scheel                        |       | 自由民主党 (FDP)                     | 自由民主党による臨時代行        | 7 | 1974年5月7日 -1974年5月16日                                                | 社会民主党(SPD) 自由民主党 (FDP)                               |
| 5  | ヘルムート・シュミット Helmut Heinrich Waldemar Schmidt   |       | ドイツ 社会民主党 (SPD)              | 第1次                           | 7 | 1974年5月16日 - 1976年12月14日                                             | 社会民主党(SPD) 自由民主党 (FDP) (1982年9月17日に政権離脱)     |
| 5  | ヘルムート・シュミット Helmut Heinrich Waldemar Schmidt   | 第2次 | ドイツ 社会民主党 (SPD)              | 1976年12月16日 - 1980年11月4日  | 8 |                                                                            | 社会民主党(SPD) 自由民主党 (FDP) (1982年9月17日に政権離脱)     |
| 5  | ヘルムート・シュミット Helmut Heinrich Waldemar Schmidt   | 第3次 | ドイツ 社会民主党 (SPD)              | 1980年11月6日 - 1982年10月1日   | 9 |                                                                            | 社会民主党(SPD) 自由民主党 (FDP) (1982年9月17日に政権離脱)     |
| 6  | ヘルムート・コール Helmut Josef Michael Kohl              |       | キリスト教 民主同盟 (CDU)            | 第1次                           | 9 | 1982年10月1日 - 1983年3月29日                                              | キリスト教社会同盟 (CSU) 自由民主党 (FDP)                      |
| 6  | ヘルムート・コール Helmut Josef Michael Kohl              | 第2次 | キリスト教 民主同盟 (CDU)            | 1983年3月30日 - 1987年3月11日   | 10 |                                                                            | キリスト教社会同盟 (CSU) 自由民主党 (FDP)                      |
| 6  | ヘルムート・コール Helmut Josef Michael Kohl              | 第3次 | キリスト教 民主同盟 (CDU)            | 1987年3月12日 - 1991年1月18日   | 11 |                                                                            | キリスト教社会同盟 (CSU) 自由民主党 (FDP)                      |
| 6  | ヘルムート・コール Helmut Josef Michael Kohl              | 第4次 | キリスト教 民主同盟 (CDU)            | 1991年1月18日 - 1994年11月17日  | 12 |                                                                            | キリスト教社会同盟 (CSU) 自由民主党 (FDP)                      |
| 6  | ヘルムート・コール Helmut Josef Michael Kohl              | 第5次 | キリスト教 民主同盟 (CDU)            | 1994年11月17日 - 1998年10月27日 | 13 |                                                                            | キリスト教社会同盟 (CSU) 自由民主党 (FDP)                      |
| 7  | ゲアハルト・ シュレーダー Gerhard Fritz Kurt Schröder     |       | ドイツ 社会民主党 (SPD)              | 第1次                           | 1998年10月27日 - 2002年10月22日                                                                       | 同盟90/緑の党                                                              | 14                                                             |
| 7  | ゲアハルト・ シュレーダー Gerhard Fritz Kurt Schröder     | 第2次 | ドイツ 社会民主党 (SPD)              | 2002年10月22日 - 2005年11月22日 | 15 | 同盟90/緑の党                                                              |                                                                |
| 8  | アンゲラ・メルケル Angela Dorothea Merkel                 |       | キリスト教 民主同盟 (CDU)            | 第1次                           | 2005年11月22日 - 2009年10月28日                                                                       | キリスト教社会同盟 (CSU) ドイツ社会民主党(SPD) （大連立政権）              | 16                                                             |
| 8  | アンゲラ・メルケル Angela Dorothea Merkel                 | 第2次 | キリスト教 民主同盟 (CDU)            | 2009年10月28日 - 2013年12月17日 | キリスト教社会同盟 (CSU) 自由民主党 (FDP)                                                             | 17                                                                         |                                                                |
| 8  | アンゲラ・メルケル Angela Dorothea Merkel                 | 第3次 | キリスト教 民主同盟 (CDU)            | 2013年12月17日 - 2018年3月14日  | キリスト教社会同盟 (CSU) ドイツ社会民主党 (SPD) （大連立政権）                                        | 18                                                                         |                                                                |
| 8  | アンゲラ・メルケル Angela Dorothea Merkel                 | 第4次 | キリスト教 民主同盟 (CDU)            | 2018年3月14日 -2021年12月8日    | キリスト教社会同盟 (CSU) ドイツ社会民主党 (SPD) （大連立政権）                                        | 19                                                                         |                                                                |
| 9  | オラフ・ショルツ Olaf Scholz                              |       | ドイツ 社会民主党 (SPD)              | 第1次                           | 2021年12月8日 -2025年5月6日                                                                           | 同盟90/緑の党 自由民主党(FDP) （2024年11月7日に政権離脱） （三党連立政権） | 20                                                             |
| 10 | フリードリヒ・ メルツ Joachim-Friedrich Martin Josef Merz |       | キリスト教 民主同盟 (CDU)            | 第1次                           | 2025年5月6日 -（現職）                                                                                | キリスト教社会同盟 (CSU) ドイツ社会民主党(SPD) （大連立政権）              | 21                                                             |